# Estadio Nacional de Chile
Estadio Nacional Julio Martínez Prádanos je stadion v Chile. Stadion je největší v zemi a má kapacitu 46 190 diváků. Stavba stadionu začala v únoru 1937 a stadion byl slavnostně otevřen 3. prosince 1938. Architektonicky byl inspirován Olympiastadionem v Berlíně, v Německu. Stadion byl jedním z dějiště Mistrovství světa ve fotbale 1962 a hostil finále, kdy Brazílie porazila Československo 3:1.